# Vélodrome international du Caire
Le vélodrome international de Caire est un vélodrome situé dans la capitale égyptienne du Caire. 

## Historique
Depuis les années 1950, il y a des plans pour construire un vélodrome au Caire. Les archives du Musée d'architecture de l'université technique de Berlin conservent les projets de l'architecte Werner March datant de 1958. Celui-ci a également conçu les plans du Stade international du Caire. Le vélodrome devrait être construit à côté. Cependant, la construction n'a pas avancé. 
Dès le début des années 2000, il est évoqué de nouveaux plans pour la construction d'un vélodrome qui devrait répondre aux normes internationales de l'Union cycliste internationale (UCI). À cet effet, du bois d'afzelia est acheté pour la piste et stocké sur le chantier. Le Sportforum Kaarst-Büttgen, conçu par l'architecte Ralph Schürmann, devait servir de modèle au vélodrome. Ce projet n'a pas non plus été achevé.
À la fin des années 2000, la construction du vélodrome est de nouveau abordée. Il est construit en plusieurs temps au cours des années 2010. Le vélodrome est très particulier, car il n'est pas fermé, mais couvert par un toit, pour permettre au flux d'air de contribuer au contrôle de la température. Avec une piste de 250 mètres, il répond au cahier des charges de l'UCI pour les courses internationales. Les championnats du monde juniors sur piste y étaient prévus pour 2020, mais ont été reportés d'un an à 2021 en raison de la pandémie de Covid-19. Entre-temps, plusieurs championnats égyptiens et africains se déroulent sur la piste. En mars 2023, la piste accueille une manche de la Coupe des nations sur piste, faisant de cet événement le premier à avoir lieu en Afrique.